# Campo Pequeno (metropolitana di Lisbona)
Campo Pequeno è una stazione della linea gialla della metropolitana di Lisbona.
Inaugurata nel 1959 come stazione della Linha Azul, dal 1995 la stazione fa parte della linea gialla della rete.
La stazione si trova presso l'arena di Campo Pequeno.